# Локма
Локма је посластица од дизаних и пржених лоптица од теста, натопљених сирупом или медом, понекад премазана циметом или другим састојцима. Ал-Багдади је ово јело описао још у 13. веку као лукмат ал-кади (لُقْمَةُ ٱلْقَاضِيِ).   

## Етимологија
Арапска реч luqma (لُقْمَةٌ) (множина luqmāt), значи залогај.   Јело је било познато као luqmat al-qādi ( لُقْمَةُ ٱلْقَاضِيِ ) или „залогај судије“ у арапским кулинарским књигама из 13. века,  и реч лукма или локма је сама по себи почела да се односи на то.  Турски назив за јело, lokma, изведено је из арапског,  као и грчки назив loukoumádes (λουκουμάδες). 

## Историја
Рецепт за Лукмат ал-Кади, тесто са квасцем кувано у уљу и преливено медом или шећерним сирупом са ружином водицом, датира барем из раног средњег века и Абасидског калифата из 13. века, где се помиње у неколико постојећих куварских књига тог времена. Помиње се и у Хиљаду и једној ноћи, у причи Портир и три даме из Багдада .   Истраживач и учењак Ибн Батута у 14. веку сусрео се са јелом које је знао као Лукаимат ал-Кади на вечери у Мултану, током свог путовања по средњовековној Индији, где су га његови домаћини звали ал-Хасхими . 
Вековима су га кували дворски кувари у Османском царству и под утицајем кухиња других земаља бивших земаља Османског царства на Балкану, Блиском истоку и Кавказу.

## Припрема
Густо и глатко тесто од квасца се диже и има веома меку и пенасту конзистенцију. Тесто се обично сипа у врело уље и пржи до златно браон боје, али неке су у облику крофне. Локма се служи са медом и, повремено, циметом. 
Традиционално, тесто је дизано квасцем, али модерне варијације понекад користе прашак за пециво. 

## Регионалне варијанте

### Кипар
Пециво се зове loukoumádes (λουκουμάδες) и lokmádes (λοκμάδες). Обично се служе зачињене циметом у меденом сирупу и могу се лагано посути шећером у праху.

### Грчка
Јело звано loukoumádes (λουκουμάδες) је главни ослонац грчке кухиње, посебно на југу Грчке, и популарна је улична храна која се послужује са било којом комбинацијом меда, цимета, ораха и чоколадног соса.
Постоје докази да је лукумадес настао од "енкридеса", теста прженог у уљу и уживања са медом у старој Грчкој.  Ова посластица је и даље била популарна у византијско доба, посебно током поста, јер је одсуство млечних производа или меса значило да испуњава захтеве православног поста (νηστεις). 
Референце на дубоко пржене крофне натопљене сирупом од меда, зване „енкридес“ (грчки: εγκρις, множина εγκριδες), налазе се у неколико старогрчких текстова, укључујући дела Архестрата, Есхила, Стејсхара, Аријесхара, Еспифа, Еспифа, Есхифа .    У Деипносопхистима, Атенеј описује енкриде као „колаче куване у уљу“ и „зачињене у меду“.  
Лукумадес се такође упоређује са „харисијем“ (старогрчки: χαρισιος), или „знацима меда“.  Калимах помиње да су ови поклони победницима на Олимпијским играма.  И Аристофан и Еубул описују харизије као колаче „милост“ или „радост“ (од грчке речи χαρα), у којима се ужива на ноћним фестивалима званим „паникије“ (грчки: Παννυχις).  Рецепт за харисију није забележен.
У византијском периоду, енкриди, или лукумаде, били су популарни током поста. Као слатка посластица прављена само од брашна, квасца и воде, а заслађена медом, испуњавале су услове православног поста и биле су популарне и у манастирима.   Уз алву, сматрају се примером стваралачке инвентивности православних хришћана у овом периоду.  
Овај термин су такође користили Романиоти (Грчки Јевреји) као назив за лоукоумадес,  који их зову звингои ( σβίγγοι ) и направите их како Ханука третира.  
Понтски Грци који су мигрирали са Црног мора као резултат Лозанске конференције називају их цирихта (τσιριχτά).  Цирихта се служи на понтским свадбама.  

### Турска
У Турској постоје различите врсте локме. Дезертне локме се праве од брашна, шећера, квасца и соли, прже се на уљу, а касније купају у сирупу или меду. У неким регионима Турске локма се једе са сиром, слично пецивима за доручак. Измир локмасı су крофне са рупом у средини. Сферна верзија се зове Палата Локма. У Анкари постоји врста локме позната као биртлак. 
Традиционално, четрдесет дана након што је неко преминуо, блиски рођаци и пријатељи преминулог спремају огромне количине локме за комшије и пролазнике. Људи се формирају у редовима да узму тањир и прочитају молитву за душу покојника након што поједу локму.

## Литеартура
- A.D. Alderson and Fahir İz, The Concise Oxford Turkish Dictionary. ISBN 0-19-864109-5., 1959.    0-19-864109-5
- Γ. Μπαμπινιώτης (Babiniotis), Λεξικό της Νέας Ελληνικής Γλώσσας, Athens, 1998